# Jean-Gabriel Devéria
Jean-Gabriel Devéria ou plus couramment Gabriel Devéria, né le 8 mars 1844 à Paris et décédé le 12 juillet 1899, est un sinologue français.

## Biographie
Jean-Gabriel est le fils de Céleste Motte et du peintre Achille Devéria (1800-1857) ; il a entre autres pour frère l'égyptologue Théodule Charles Devéria (1831-1871) et a pour oncle le peintre Eugène Devéria (1805-1865).
Il est membre de l'Académie des inscriptions et belles-lettres.

## Œuvres
- Gabriel Devéria, Histoire des relations de la Chine avec l’Annam-Viêtnam du XVIe au XIXe siècle, 1880
- Gabriel Devéria, La frontière sino-annamite : description géographique et ethnographique d'après des documents officiels chinois / traduits pour la première fois par G. Devéria,..., E. Leroux, 1886 (BNF 30338023, lire en ligne) (« La frontière sino-annamite : description géographique et ethnographique d'après des documents officiels chinois », sur Chine Ancienne autre version en ligne)
- Gabriel Devéria, L'Écriture du royaume de Si-Hia ou Tangout, Paris, C. Klincksieck, 1898 (BNF 30338021)
- Gabriel Devéria, Musulmans et Manichéens Chinois, Paris, Imprimerie Nationale, 1898